# Badr Salem Nayef
Badr Salem Nayef, nato Petăr Nikolov Tanev (in bulgaro Петър Николов Танев?; 29 ottobre 1972), è un ex sollevatore bulgaro naturalizzato qatariota campione mondiale che ha gareggiato nella categoria dei pesi medi (fino a 77 kg.).

## Carriera
Petăr Nikolov Tanev, in rappresentanza del suo Paese d'origine, vinse la medaglia d'argento ai Campionati mondiali di Lahti 1998 con 362,5 kg. nel totale, battuto dal connazionale Zlatan Vanev (365 kg.).
L'anno seguente conquistò la medaglia d'oro ai Campionati europei di La Coruña con 360 kg. nel totale. Nello stesso anno accettò la proposta di ingaggio della Federazione di sollevamento pesi del Qatar, passando a gareggiare per questo Paese con il nome di Badr Salem Nayef e conquistando il titolo mondiale ai Campionati mondiali di Atene 1999 con 370 kg. nel totale, stesso risultato ottenuto dal greco di origine albanese Viktōr Mītrou e dal bulgaro Plamen Željazkov, i quali furono classificati rispettivamente al 2º e al 3º posto a causa del loro peso corporeo superiore a quello del qatariota.
Nel 2000 Badr Salem Nayef vinse la medaglia di bronzo ai Campionati asiatici di Osaka con 357,5 kg. nel totale.
Dopo quest'ultimo podio non ebbe più risultati rilevanti a livello internazionale.